# Wjatscheslaw Swiderskyj
Wjatscheslaw Michaylowytsch Swiderskyj (ukrainisch В’ячеслав Свідерский, wiss. Transliteration Vjačeslav Sviderskyj; * 1. Januar 1979 in Kiew) ist ein ehemaliger ukrainischer Fußballspieler.
Den fußballerischen Durchbruch schaffte Swiderskyj in Russland. Über Wladikawkas, FK Dynamo Moskau und Saturn Ramenskoje kehrte er 2005 in die Ukraine zurück und wurde prompt in die ukrainische Nationalmannschaft berufen, in einem Qualifikationsspiel für die Fußball-Weltmeisterschaft 2006 in Deutschland. Allerdings hatte er Probleme, bei Schachtar Donezk Fuß zu fassen. Bei Donezk kam er nicht zum Einsatz, und auch in den weiteren Qualifikationsspielen war er nicht mehr vertreten. Dadurch, dass er 2006 an Arsenal Kiew ausgeliehen wurde, bekam er wieder die nötige Spielpraxis für eine WM-Teilnahme im Aufgebot der Ukraine.